# Nelsonville, Wisconsin
Nelsonville là một làng thuộc quận Portage, tiểu bang Wisconsin, Hoa Kỳ. Năm 2006, dân số của làng này là 191 người.